# Superserien 1994
Superserien 1994 var Sveriges högsta division i amerikansk fotboll för herrar säsongen 1994. Serien spelades 17 april–22 juni 1994 och vanns av Limhamn Griffins. Lagen möttes i enkelmöten. Vinst gav 2 poäng, oavgjort 1 poäng och förlust 0 poäng.
De fyra bäst placerade lagen gick vidare till slutspel. SM-slutspelet spelades 3 juli–30 juli och även där segrade Limhamn Griffins.

## Tabell
| Nr | Lag                      | S | V | O | F | GP  | IP  | PS   | P  |
| -- | ------------------------ | - | - | - | - | --- | --- | ---- | -- |
| 1  | Limhamn Griffins (RM)    | 9 | 9 | 0 | 0 | 392 | 93  | +299 | 18 |
| 2  | Stockholm Mean Machines  | 9 | 7 | 0 | 2 | 307 | 103 | +204 | 14 |
| 3  | Kristianstad C4 Lions    | 9 | 7 | 0 | 2 | 199 | 176 | +23  | 14 |
| 4  | Gefle Red Devils         | 9 | 5 | 0 | 4 | 228 | 210 | +18  | 10 |
| 5  | Göteborg Giants          | 9 | 5 | 0 | 4 | 236 | 247 | −11  | 10 |
| 6  | Solna Chiefs/Wildcats    | 9 | 4 | 0 | 5 | 274 | 202 | +72  | 8  |
| 7  | Örebro Black Knights     | 9 | 3 | 0 | 6 | 205 | 339 | −134 | 6  |
| 8  | Uppsala 86ers (RL)       | 9 | 2 | 0 | 7 | 164 | 306 | −142 | 4  |
| 9  | Halmstad Eagles          | 9 | 2 | 0 | 7 | 149 | 287 | −138 | 4  |
| 10 | Helsingborg Westcoasters | 9 | 1 | 0 | 8 | 148 | 339 | −191 | 2  |

Färgkoder:
|      | – Kvalificerad för mästerskapsslutspel |
| (RL) | – Regerande ligamästare (seriesegrare) |
| (RM) | – Regerande svenska mästare            |

## Matchresultat
| Hemma \ Borta            | GRD   | GG    | HE    | HW    | KCL   | LG    | SC    | SMM   | U8    | ÖBK   |
| Gefle Red Devils         | —     | 38–6  | 26–14 | —     | 22–25 | —     | —     | 12–38 | 28–8  | —     |
| Göteborg Giants          | —     | —     | —     | —     | —     | 6–42  | 34–12 | 34–32 | —     | 27–34 |
| Halmstad Eagles          | —     | 29–40 | —     | 37–18 | 13–34 | —     | 22–21 | —     | —     | —     |
| Helsingborg Westcoasters | 28–50 | 7–33  | —     | —     | 6–9   | —     | —     | 8–18  | 28–34 | —     |
| Kristianstad C4 Lions    | —     | 19–18 | —     | —     | —     | 27–41 | 34–28 | —     | —     | 30–6  |
| Limhamn Griffins         | 37–6  | —     | 41–14 | 66–0  | —     | —     | —     | —     | 42–6  | —     |
| Solna Chiefs/Wildcats    | 40–18 | —     | —     | 62–12 | —     | 14–40 | —     | —     | 33–6  | —     |
| Stockholm Mean Machines  | —     | —     | 49–0  | —     | 42–0  | 6–20  | 26–8  | —     | —     | 44–13 |
| Uppsala 86ers            | —     | 34–38 | 26–12 | —     | 0–21  | —     | —     | 8–52  | —     | 42–52 |
| Örebro Black Knights     | 14–28 | —     | 32–8  | 30–41 | —     | 14–63 | 10–56 | —     | —     | —     |

## Slutspel

### Semifinaler
|  | 3 juli 1994 | Limhamn Griffins | 55 – 23 | Gefle Red Devils |  |  |
|  |             |                  |         |                  |  |  |
|  |             |                  |         |                  |  |  |
|  |             |                  |         |                  |  |  |

|  | 3 juli 1994 | Stockholm Mean Machines | 31 – 34 | Kristianstad C4 Lions |  |  |
|  |             |                         |         |                       |  |  |
|  |             |                         |         |                       |  |  |
|  |             |                         |         |                       |  |  |

### SM-final
|  | 30 juli 1994 | Limhamn Griffins | 37 – 7 | Kristianstad C4 Lions | Stockholms Stadion |  |
|  |              |                  |        |                       |                    |  |
|  |              |                  |        |                       |                    |  |
|  |              |                  |        |                       |                    |  |